# Luogotenente generale di Sicilia
Il Luogotenente generale di Sicilia era una figura di governo che assumeva poteri esecutivi delegati dal Re prima nel Regno di Sicilia e poi nel Regno delle Due Sicilie.

## Genesi
Fu istituito nel Regno di Sicilia quando Ferdinando IV di Borbone (III di Sicilia) soppresse  nel 1803 la figura del Viceré di Sicilia.
Il re Ferdinando nel 1812 a Palermo, rifiutandosi di concedere al parlamento siciliano la costituzione siciliana, nominò luogotenente del Regno il figlio Francesco e si trasferì in campagna, a Ficuzza. Quando poi nel maggio 1815 potette tornare a Napoli, lo mantenne in Sicilia come Luogotenente.

## Cronotassi

### Regno di Sicilia
|   | Nome e Cognome                          | Mandato                            | Monarca                   |
| - | --------------------------------------- | ---------------------------------- | ------------------------- |
| 1 | Alessandro Filangieri, principe di Cutò | 16 febbraio 1803 - gennaio 1806    | Ferdinando III di Sicilia |
| 2 | Francesco di Borbone, duca di Calabria  | 16 gennaio 1812 - 16 dicembre 1816 | Ferdinando III di Sicilia |

### Regno delle Due Sicilie
|    | Nome e Cognome                                   | Mandato                                                                                   | Monarca       |
| -- | ------------------------------------------------ | ----------------------------------------------------------------------------------------- | ------------- |
| 1  | Niccolò Filangieri, principe di Cutò             | 16 dicembre 1816 - 11 ottobre 1817                                                        | Ferdinando I  |
| 2  | Francesco di Borbone, duca di Calabria           | 11 ottobre 1817 - 27 giugno 1820                                                          | Ferdinando I  |
| 3  | Diego Naselli, principe della Scaletta           | 27 giugno 1820 - 19 luglio 1820                                                           | Ferdinando I  |
| 4  | Pietro Colletta                                  | novembre 1820 - 25 febbraio 1821                                                          | Ferdinando I  |
| 5  | Vito Nunziante, marchese di Cirello              | 25 febbraio - 24 marzo 1821                                                               | Ferdinando I  |
| 6  | Pietro Gravina, cardinale                        | 24 marzo - 27 maggio 1821                                                                 | Ferdinando I  |
| 6  | Niccolò Filangieri, principe di Cutò             | 27 maggio 1821 - 24 giugno 1822                                                           | Ferdinando I  |
| 8  | Antonio Lucchesi Palli, principe di Campofranco  | 24 giugno 1822 - 16 giugno 1824                                                           | Ferdinando I  |
| 9  | Pietro Ugo, marchese delle Favare                | 16 giugno 1824 - 4 gennaio 1825                                                           | Ferdinando I  |
| 9  | Pietro Ugo, marchese delle Favare                | 4 gennaio 1825 - 8 novembre 1830                                                          | Francesco I   |
| -  | Vito Nunziante, marchese di Cirello              | 11 novembre 1830 - 4 marzo 1831 (comandante generale facente funzioni di luogotenente)    | Ferdinando II |
| 10 | Leopoldo di Borbone, conte di Siracusa           | 8 novembre 1830 - 29 agosto 1835                                                          | Ferdinando II |
| 11 | Antonio Lucchesi Palli, principe di Campofranco  | 29 agosto 1835 - 31 ottobre 1837                                                          | Ferdinando II |
| 12 | Onorato Gaetani, duca di Laurenzana              | 31 ottobre 1837 - 14 gennaio 1840                                                         | Ferdinando II |
| 13 | Josef Anton Tschudi, marchese di San Pasquale    | 14 gennaio 1840 - 27 novembre 1840 (comandante generale facente funzioni di luogotenente) | Ferdinando II |
| 14 | Luigi Nicola de Majo, duca di San Pietro         | 27 novembre 1840 - 18 gennaio 1848                                                        | Ferdinando II |
| -  | Luigi di Borbone-Due Sicilie, conte d'Aquila     | 18 gennaio 1848 - 9 febbraio 1848                                                         | Ferdinando II |
| -  | Ruggero Settimo, principe di Fitalia             | 6 marzo 1848 - 9 maggio 1849 (Presidente del Governo del Regno di Sicilia)                | Ferdinando II |
| 15 | Carlo Filangieri, principe di Satriano           | 27 settembre 1849 - 9 febbraio 1855                                                       | Ferdinando II |
| 16 | Paolo Ruffo di Bagnara, principe di Castelcicala | 13 marzo 1855 - 22 maggio 1859                                                            | Ferdinando II |
| 16 | Paolo Ruffo di Bagnara, principe di Castelcicala | 22 maggio 1859 - 17 maggio 1860                                                           | Francesco II  |
| 17 | Ferdinando Lanza                                 | 17 maggio 1860 - 20 luglio 1860                                                           | Francesco II  |

### Regno d'Italia
|   | Nome e Cognome                  | Mandato                           | Monarca                        |
| - | ------------------------------- | --------------------------------- | ------------------------------ |
| 1 | Massimo Cordero di Montezemolo  | 2 dicembre 1860 - 14 aprile 1861  | Vittorio Emanuele II di Savoia |
| 2 | Alessandro Della Rovere         | 14 aprile - 5 settembre 1861      | Vittorio Emanuele II di Savoia |
| 3 | Ignazio De Genova di Pettinengo | 5 settembre 1861 - 5 gennaio 1862 | Vittorio Emanuele II di Savoia |